# 荣宁宁
荣宁宁（1997年10月5日—），中国女子摔跤运动员。她曾代表中国参加2020年夏季奥林匹克运动会摔跤比赛。她也曾获得2018年世界摔跤锦标赛金牌。